# Novelsis varicolor
Novelsis varicolor là một loài bọ cánh cứng trong họ Dermestidae. Loài này được Jayne miêu tả khoa học năm 1882.